# نيكولاي جاكوبسن
نيكولاي جاكوبسن (بالدنماركية: Nikolaj Jacobsen) مواليد 22 نوفمبر 1971، هو مدرب حالي ولاعب كرة يد دانمركي سابق لعب كجناح أيسر. مثل منتخب الدنمارك لكرة اليد في 148 مباراة.

## الإنجازات
- كأس أوروبا لكرة اليد: 2
  -  ذهبية: 2002, 2004
- الدوري الألماني لكرة اليد: 3
  -  ذهبية: 1999, 2000, 2002
- كأس ألمانيا: 2
  -  ذهبية: 1999, 2000
- الدوري الدنماركي لكرة اليد: 3
  -  ذهبية:1992, 1995, 1996

## روابط خارجية
- نيكولاي جاكوبسن على موقع الاتحاد الأوروبي لكرة اليد (الإنجليزية)
- نيكولاي جاكوبسن على موقع نادي كيل لكرة اليد (الألمانية)
- نيكولاي جاكوبسن على موقع أوليمبيديا (الإنجليزية)